# Франкенштейн (фильм, 1931)
«Франкенштейн» (англ. Frankenstein) (1931) — классический американский научно-фантастический фильм ужасов Джеймса Уэйла, вторая картина компании «Universal Pictures» из серии «Монстры Universal» после «Дракулы», спродюсированная Карлом Леммле-младшим и адаптированная по пьесе Пегги Уэблинг (1927), основанной на романе Мэри Шелли «Франкенштейн, или Современный Прометей» (1818). Пьеса была адаптирована Джоном Л. Балдерстоном, а сценарий написан Фрэнсисом Эдвардом Фараго и Гарреттом Фортом при участии Роберта Флори и Джона Расселла.
Фильм пользовался коммерческим успехом и был в целом хорошо принят критиками и зрителями. Он породил ряд сиквелов и спин-оффов, а также оказал значительное влияние на массовую культуру, причём образ Фрица, горбатого помощника учёного, воссозданного Дуайтом Фраем, и внешность «монстра Франкенштейна», созданного гримёром Джеком Пирсом и исполненного Борисом Карлоффом, стали культовыми.
В 1991 году внесён в Национальный реестр фильмов, обладая «культурным, историческим или эстетическим значением».
По версии Американского института кино картина занимает 87-е место в списке 100 фильмов за 1998 год (выбыла в 2007), 56-е место в 100 остросюжетных фильмов, 49-е место в 100 киноцитат («Оно живое! Живое!»).

## Сюжет
Эдвард Ван Слоун выходит из-за занавеса, и произносит краткое предостережение зрителям, тем самым ломая четвёртую стену:

«Как ваши дела? Мистер Карл Леммле считает, что было бы не совсем хорошо начать просмотр без дружеского предупреждения: мы собираемся рассказать историю Франкенштейна, человека науки, который стремился создать человека по своему образу и подобию, не задумываясь о Боге. Это одна из самых странных историй, когда-либо рассказанных. В ней рассматриваются две великие тайны творения: жизнь и смерть. Я думаю, что это вызовет у вас трепет. Это может вас шокировать. Это может даже ужаснуть вас. Так что, если кто-то из вас чувствует, что вам не хочется подвергать свои нервы такой нагрузке, у вас ещё есть шанс… ну, — мы вас предупреждали.»
Оригинальный текст (англ.)How do you do? Mr. Carl Laemmle feels it would be a little unkind to present this picture without just a word of friendly warning: We are about to unfold the story of Frankenstein, a man of science who sought to create a man after his own image without reckoning upon God. It is one of the strangest tales ever told. It deals with the two great mysteries of creation; life and death. I think it will thrill you. It may shock you. It might even horrify you. So, if any of you feel that you do not care to subject your nerves to such a strain, now's your chance to uh, well,––we warned you.

В деревне в Баварских Альпах молодой учёный Генри Франкенштейн (Колин Клайв) проводит эксперименты, результатом которых должно стать создание живой материи из неживой. Он совмещает части тел с неповреждённым мозгом, которые вместе со своим ассистентом-горбуном Фрицем (Дуайт Фрай) выкапывает из свежих могил и снимает с виселиц. Остаётся лишь вложить мозг. Фриц должен украсть его из лаборатории медицинского факультета в университете. Однако бестолковый помощник, разбивший склянку с нормальным мозгом, приносит мозг преступника, имеющий меньше извилин по сравнению с обычным. Не подозревая об оплошности ассистента, Франкенштейн помещает дефектный мозг в черепную коробку своего создания.
Невеста Франкенштейна Элизабет (Мэй Кларк), обеспокоенная тем, что её жених скрывается даже от неё, читает их общему другу Виктору Моритцу первое письмо за четыре месяца:
«Ты должна верить мне, Элизабет, жди. Сейчас моя работа важнее всего, даже важнее тебя. По ночам ветры воют в горах. Ни одна душа не узнаёт о моей тайне Я живу в старой заброшенной башне близ города Ольштадт. Только один ассистент помогает мне в моих экспериментах…»
Элизабет и Виктор просят доктора Вальдмана (Эдвард ван Слоун), профессора медицины, повлиять на бывшего ученика, бросившего учёбу из-за отказа Вальдмана предоставлять свежие тела для своих опытов. Они отправляются в старую башню, где размещена лаборатория Франкенштейна, и оказываются там незадолго до того, как тот начинает свой главный эксперимент. Фриц сначала не впускает незваных посетителей, но узнав, что к нему пришла Элизабет, Генри впускает их для демонстрации эксперимента.
Во время грозы мёртвое тело поднимают над крышей здания, ток высокого напряжения, полученный от удара молнии, приводит в действие генератор «лучей жизни», способных восстановить жизнедеятельность мёртвых тканей. Рука чудовища, лица которого скрыто полотном, начинает двигаться. Невольные зрители пребывают в ужасе. Учёный в экстазе восклицает: «Оно живое! Живое! Во имя Господа! Теперь я понимаю, что значит быть Богом!»
Проходит два дня. Барон Франкенштейн переживает за отсутствующего сына и подозревает, что тот нашёл себе другую девушку. Замок посещает бургомистр Вогель (Лайонел Бельмор) и справляется о свадьбе, которая находится под угрозой срыва. От оставшегося в лаборатории мистера Вальдмана, настаивающего на изоляции создания, признавшийся в похищении мозга Франкенштейн узнаёт, чьим именно был помещённый в чудовище мозг, но не придаёт этому значения. Огромный ужасный монстр (Борис Карлофф), всё это время содержавшийся в темноте, являет себя при выключенном свете. Монстр, впервые увидевший солнечные лучи, тянется к ним. В комнату с факелом вбегает Фриц, испугавшийся монстра с трудом удаётся повалить и связать.
Испуг монстра принимается учёными за попытку напасть на них, его заковывают в цепи и держат взаперти подвале. Садист Фриц издевается над боящимся огня созданием. Монстр в отчаянии и ярости разрывает оковы и убивает горбуна, истошные крики которого слышат учёные. Только благодаря сильнодействующему успокоительному, введённому доктором Вальдманом в спину выманенного чудовища, чуть не задушившего создателя, его удаётся усыпить. Узнав от прибывшего Виктора, что скоро сюда явятся мистер Франкенштейн и Элизабет, мужчины заносят монстра обратно в камеру. Подавленный Генри ненадолго теряет сознание перед отцом и невестой, профессор обещает уничтожить записи об экспериментах.
Вальдман продолжает проводить опыты над монстром, делая пометки в журнале: «Суббота, 7:30. Сопротивление организма растёт. Требуются более частые инъекции с большей концентрацией. Тем не менее, собираюсь провести вскрытие.» Неожиданно пришедшее в себя чудовище душит профессора и покидает башню.
Ольштадт пышно празднует свадьбу восстановившегося Генри, отказавшегося от дальнейших экспериментов, и Элизабет. В это время на берегу реки маленькая девочка Мария (Мэрилин Харрис), отец которой пошёл проверять капканы, играет со своим новым другом — чудовищем. Они собирают цветы, бросают их в воду и смотрят, как они плывут по течению. Когда цветы заканчиваются, радостный монстр простодушно бросает малышку в воду, полагая, что она тоже поплывёт, однако та тонет. Монстр в ужасе сбегает.
Элизабет наедине говорит жениху о своём плохом предчувствии и отсутствии доктора Вальдмана. От вбежавшего Виктора Франкенштейн узнаёт о гибели профессора и побеге монстра, которого видели в горах. Друзья вместе с вооружившимся кочергой слугой Гансом (Фрэнсис Форд), услышав странный шум, проверяют второй этаж и погреб. В это время монстр, пробравшийся через окно, подкрадывается к Элизабет с целью задушить девушку, но та вовремя замечает чудовище и, истошно крича, начинает метаться по комнате. Её находят без сознания на кровати, монстр сбегает. Убитый горем Людвиг (Майкл Марк) проносит тело дочери через город и сообщает бургомистру Вогелю об убийстве.
Празднество превращается в охоту — Вогель формирует три поисковые группы — отряд Людвига отправляется в лес, Франкенштейна — в горы, его — к озеру. В горах монстр оглушает одного из жителей, указывающего дальнейшее направление поисков. Отделившийся от группы Генри сталкивается лицом к лицу со своим творением. Чудовище выбивает факел, сбивает его с ног и относит бесчувственное тело к старой ветряной мельнице. Остальные группы спускают собак и движутся за ними. Учёный приходит в себя и пытается бежать, но чудовище выбрасывает своего создателя с верхнего яруса. Падение прерывается лопастями, спасающими жизнь Генри. Жители поджигают постройку под истошные крики пытающегося выбраться монстра, которого придавливает балка.
В замке барон Франкенштейн, выйдя из комнаты приходящего в себя сына, за которым ухаживает Элизабет, поднимает тост перед горничными бокалом вина своей бабушки за будущего внука.

## Команда

### В ролях
- Колин Клайв — Генри Франкенштейн
- Борис Карлофф — Монстр Франкенштейна
- Мэй Кларк — Элизабет, невеста Франкенштейна
- Фредерик Керр[англ.] — барон Франкенштейн
- Эдвард ван Слоун — доктор Вальдман, профессор медицины, бывший учитель Франкенштейна
- Джон Болс[англ.] — Виктор Моритц, друг Франкенштейна
- Дуайт Фрай — Фриц, ассистент Франкенштейна
- Лайонел Бельмор — мистер Вогель, бургомистр
- Мэрлин Харрис[англ.] — девочка Мария

В титрах не указаны
- Мэй Брюс — кричащая горничная
- Тед Биллингс[англ.] — сельский житель
- Джек Кёртис[англ.] — сельский житель
- Арлетта Дункан[англ.] — подруга невесты
- Уильям Дайер[англ.] — могильщик
- Фрэнсис Форд — Ганс, слуга Франкенштейнов
- Мэри Гордон[англ.] — женщина на похоронах
- Соледад Хименес — женщина на похоронах
- Карменсита Джонсон — маленькая девочка
- Сиссель Энн Джонсон — маленькая девочка
- Маргарет Манн — женщина на похоронах
- Майкл Марк[англ.] — Людвиг, отец Марии
- Роберт Милаш[англ.] — сельский житель
- Полин Мур — подруга невесты
- Инес Паланге[англ.] — сельский житель
- Пол Панцер — скорбящий на могиле
- Сесилия Паркер[англ.] — прислуга
- Роуз Пламер[англ.] — сельский житель
- Сесил Рейнольдс — секретарь Уолдмана
- Эллинор Вандервеер[англ.] — медик

### Съёмочная группа
- оригинальный роман — Мэри Шелли
- адаптация романа в театральную постановку — Пегги Уэблинг[англ.]
- сценарий на основе театральной постановки — Джон Балдерстон[англ.]
- сценаристы — Гаррет Форт[англ.], Фрэнсис Эдвард Фараго
- редактор сценария — Ричард Шаер
- помощник редактора сценария — Роберт Флори
- вклад в создание сценария — Джон Расселл[англ.]
- режиссёр — Джеймс Уэйл
- помощник режиссёра — Джозеф А. МакДонаф[англ.]
- продюсер — Карл Леммле-младший
- ассоциированный продюсер — Е. М. Эшер
- композитор — Бернхард Каун[англ.]
- операторы — Артур Эдисон, Пол Ивано[англ.]
- монтажёр — Кларенс Колстер[англ.]
- художник-постановщик — Чарльз Д. Холл[англ.]
- гримёр — Джек Пирс
- специалист по парикам — Полин Иллс
- реквизитор — Эд Киз
- декоратор — Герман Росс[англ.]

## Производство
Начиная с 1930-х годов Карл Леммле младший, сын Карла Леммле, главы Universal Studios, начал проявлять большой интерес к проектам фильмов ужасов, первоначально этот интерес не вызывал одобрения у отца. Но Леммле старший, всё же поддавшись уговорам сына, выделил большой бюджет на «Дракулу» с Белой Лугоши в главной роли. Фильм имел большой кассовый успех, что побудило Universal начать работу над следующим фильмом ужасов, которым стал «Франкенштейн», экранизация романа Мэри Шелли 1818 года «Франкенштейн, или Современный Прометей».
Студия наняла франко-американского режиссёра Роберта Флори для съёмок фильма. Флори сразу же проявил большой интерес к проекту и начал писать сценарий, который позже лёг основой для финального сценария, по которому был снял фильм. Сценарий к фильму Флори написал с помощью Гаррета Форта, который объединил идеи режиссёра с неопубликованной театральной версией драмы Пегги Уэблинг, написанной по роману Мэри Шелли, позже эта версия была адаптированна Джоном Л. Балдерстоном. История Флори и Форта, более серьёзная и менее юмористическая, в значительной степени основанная на «Кабинете доктора Калигари» (1920), знаменитом немецком экспрессионистском кино. Фактически в «Кабинете доктора Калигари» прослеживается аналогия с романом Мэри Шелли, так как в обоих произведениях главные герои создают безвольных существ.
В то время, как Флори и Форт работали над сценарием, руководство студии искало актёров на главные роли. Самым логичным выбором актёра на роль монстра был Бела Лугоши, который теперь стал самым узнаваемым лицом среди актёров студии. Он даже прошёл прослушивание на роль монстра и примерил грим, но в итоге не захотел играть роль без слов, а также выражал опасения, что в сложном гриме зрители его не узнают. Грим Лугоши был очень похож на грим Голема из фильма «Голем» (1915) Пауля Вегенера. Эдвард ван Слоун в интервью, которое он дал Форресту Дж. Аккерман, журналисту издания Famous Monsters of Filmland в 1964 году, говорил: «голова Лугоши была „в четыре раза больше, чем обычно, с широким париком“ и что „у него была отполированная, похожая на глину кожа“». Перед тем как покинуть проект, Лугоши успел сняться в 20-минутном репетиционном видео под руководством Роберта Флори, и его имя даже успели нанести на один из первых плакатов к фильму. Плакат сохранился до наших дней, а видео было утрачено.

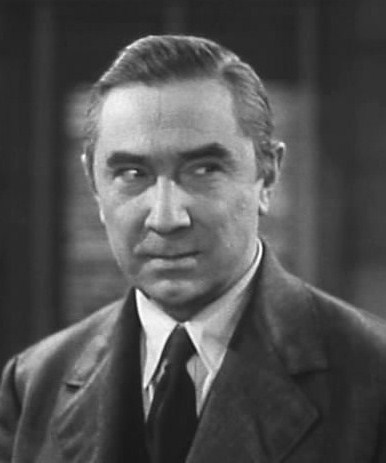
Бела Лугоши отказался от роли монстра со словами: «В моей стране я был звездой, и я точно не буду пугалом здесь»

Уже во время производства фильма оказалось, что художественное видение Роберта Флори не соответствует ожиданиям продюсеров. Руководители Universal утверждали, что история Флори далека не только от духа литературного первоисточника, но и от той самой адаптации, над которой он работал. К примеру монстр был изображён как существо, запрограммированное на убийство и без какого-либо прописанного психологического портрета персонажа. В результате режиссёра было решено заменить на Джеймса Уэйла. Леммле-младший с огромным уважением относился к Уэйлу и считал его «единственным режиссёром, способным вывести Universal на уровень MGM, Warner Bros». Британский режиссёр также черпал вдохновение в «Кабинете доктора Калигари». Он посмотрел его несколько раз, прежде чем начать работу над «Франкенштейном». Он также занимался всеми аспектами производства: он садился за кран для съёмок, занимался звуком, и знал обо всём, что было связано со съёмками фильма. В итоге Леммле-младший дал Уэйлу большую творческую свободу.
В оригинальном сценарии персонаж доктора Франкенштейна должен был умереть от рук монстра. В последний момент было решено оставить персонажа в живых, чтобы фильм имел хороший финал. Джеймс Кёртис в своей книге James Whale: A New World of Gods and Monsters пишет, что Universal пожелала оставить персонажа в живых, для того чтобы использовать его в возможном продолжении фильма. Уэйл решил сменить имя главного героя с Виктора на Генри, чтобы герой был ближе американской публике. Съёмки начались 24 августа 1931 года и закончились 3 октября 1932 года.

### Кастинг
Дэвид Льюис, с которым на тот момент встречался Джеймс Уэйл, лично предложил режиссёру встретиться с Борисом Карлоффом, чтобы выяснить, подходит ли он для роли монстра Франкенштейна, потому что он был поражён его актёрской игрой в фильме «Уголовный кодекс» (1930).

«Лицо Карлоффа очаровало меня. Я сделал зарисовки его головы, добавил острые костные гребни, где я предположил, что череп, возможно, присоединился. Его телосложение было слабее, чем мне хотелось бы, но эта странная, пронизывающая личность, как мне казалось, была важнее его формы, которую можно было легко изменить.»
Оригинальный текст (англ.)Karloff's face fascinated me. I made drawings of his head, added sharp bony ridges where I imagined the skull might have joined. His physique was weaker than I could wish but that queer, penetrating personality of his, I felt, was more important than his shape which could easily be altered.
— Джеймс Уэйл
На роль Генри Франкенштейна режиссёр выбрал Колина Клайва, с которым уже успел поработать на съёмках фильма «Конец пути» (1930), хотя студия изначально предлагала кандидатуру Лесли Говарда. У Клайва были проблемы с алкоголем и все были обеспокоены тем, что он может начать пить во время съёмок, как уже случалось ранее. Но Уэйл относился к Клайву с пониманием и в итоге актёр не создавал проблем.
На роль Элизабет, невесты доктора Франкенштейна, изначально была выбрана Бетт Дэвис, так как у неё уже был контракт с Universal, но продюсер Карл Леммле отказался от её кандидатуры. Позже Уэйл выбрал на эту роль Мэй Кларк с которой работал над фильмом «Мост Ватерлоо» (1931). Позже Кларк говорила, что на съёмках она прекрасно провела время с режиссёром, которого она назвала «идеальным джентльменом и гением», и другими членами актёрского состава.
Эдвард ван Слоун сыграл роль профессора Вальдмана, наставника, который также является и авторитетом для молодого учёного, доктора Франкенштейна. Так же Слоун появился в прологе фильма, где приветствует и предостерегает зрителей перед просмотром фильма.
Мэрлин Харрис играла девочку, которую Монстр бросает в озеро. Поначалу Борис Карлофф не хотел играть данную сцену и настаивал на том, что Монстр должен играть с девочкой, тем самым показывая свою невинность. Но Уэйл сказал: «Это все часть ритуала. Это должно произойти, чтобы объяснить трагедию монстра.» И в конце концов Карлофф согласился. Но когда он взял Мэрлин на руки и бросил её в озеро, она осталась на плаву. Поэтому Джеймс Уэйл предложил ей повторить сцену, и Мэрлин согласилась, только если режиссёр подарит ей дюжину варёных яиц. Уэйл, сняв сцену, подарил ей два десятка варёных яиц.
Фрица — горбуна-помощника доктора Франкенштейна сыграл Дуайт Фрай. Этого персонажа не было в романе Мэри Шелли, но он был в театральной адаптации романа 1823 года. Изначально планировалось, что он будет немой, но затем ему написали несколько диалогов с Франкенштейном, чтобы у последнего не было слишком длинных монологов по ходу фильма. После съёмок «Франкенштейна» Дуайт Фрай снялся ещё в 5 фильмах Уэйла.

### Грим
«Я проводил три с половиной часа каждый день, сидя за гримёрным столом. Грим был довольно болезненным, особенно замазка на глазах. Были дни, когда я думал, что не смогу дойти до конца.»
— Борис Карлофф
Джек Пирс был начальником отдела макияжа студии, и именно он создал внешний вид монстра Франкенштейна, вероятно, с помощью режиссёра Джеймса Уэйла. Плоский лоб, являющийся отличительной чертой существа, возможно, был вдохновлён версией «Франкенштейна», поставленной Джеймсом Сирл-Доули и сыгранной Чарльзом Оглом в 1910 году.
Маска монстра была смоделирована на основе черт лица Карлоффа. Лобная кость и свод бровей монстра были получены с помощью колпачка, сделанного путём наслоения хлопка и коллодия. Брови и шрамы появились в процессе покраски лица. Тени подчёркивали эффект светотени, а зеленоватый воск придавал лицу трупный вид. Наконец, волосы были приклеены. По словам Карлоффа, на некоторых прослушиваниях глаза монстра были слишком яркими, поэтому Пирс создал тяжёлые восковые веки, чтобы наложить их на глаза актёра, чтобы последний мог лишь частично их приоткрыть. Карлофф зашёл так далеко, что снял зубной мост, чтобы щёки казались более впалыми, что подчёркивало его чудовищную внешность. Два металлических придатка по бокам шеи, обычно называемые болтами, на самом деле являются электродами, через которые электричество проходило в тело монстра. Каждый день для нанесения грима требовалось около трёх часов и ещё примерно столько же на его удаление.

### Костюмы
Помимо сложного грима, Карлофф должен был носить очень тяжёлый чёрный костюм. Рукава куртки были сделаны короче, чтобы придать оптический эффект того, что у существа были чрезмерно длинные руки. Ботинки были громоздкими и одинаково тяжёлыми, и были сделаны таким образом, чтобы торс вытягивался вперёд и влиял на осанку. Впоследствии Карлофф перенёс три операции на спине, и всю оставшуюся жизнь он страдал от болей в спине, вызванных огромными трудностями, возникшими при съёмке этого фильма.

## Цензура
Сцена, в которой чудовище бросает маленькую девочку Марию в озеро и случайно топит её, уже давно вызывает споры. После своего первоначального показа в 1931 году вторая часть этой сцены была вырезана государственными цензурными советами в Массачусетсе, Пенсильвании и Нью-Йорке. Эти штаты также возражали против диалога в сцене, где Генри Франкенштейн оживляет монстра, они посчитали диалог богохульным. Изначально он выглядел так: 
Виктор: «Генри, ради Бога!»

Генри: «Во имя Бога? Теперь я знаю, каково это — быть Богом!»
Канзас потребовал вырезать 32 сцены, при удалении которых фильм буквально сократился бы вдвое. Джейсон Джой из Комитета по отношениям со студиями отправил цензора Джозефа Брина, чтобы убедить их передумать. В конце концов отредактированная версия была выпущена в Канзасе.
Как и во многих фильмах того времени, по указанию цензоров некоторые эпизоды вырезались из оригинального негатива плёнки, таким образом некоторые сцены фильмов терялись навсегда. Таким образом, сцена с девочкой Марией, выброшенной в озеро, долгое время считалась утерянной, пока не была вновь обнаружена в 1980-х годах в коллекции Британского национального киноархива и после вновь включена в современные копии фильма.
В Ирландии фильм был запрещён 5 февраля 1932 года из-за деморализации и непригодности для детей или «нервных людей» — возрастные сертификаты не были представлены в стране до 1965 года. Решение было отменено Апелляционным советом 8 марта, а фильм был допущен к показу без изменений 9 марта 1932 года.

## Приём
Кинокритик New York Times Мордаунт Холл дал «Франкенштейну» очень положительный отзыв. Он сказал, что фильм «вчера вызвал столько волнений в Мейфэр, что многие из зрителей смеялись, чтобы скрыть свои истинные чувства».

## Значение
Фильм стал одним из самых успешных фильмов так называемой классической серии фильмов ужасов Universal и породил грандиозную кинематографическую традицию, которая продолжается по сей день и насчитывает сотни художественных и телевизионных фильмов.
В романе Шелли не описывается способ, которым Франкенштейн оживляет Чудовище: Франкенштейн описывает конечный результат своей работы прямо с ходу, минуя какие-либо подробности, лишь мельком оговариваясь о вспышке молнии за окном. В эпоху немого кино в визуальном отображении пугающих изобретений было сильно влияние стивенсоновских «Джекилла и Хайда»: в короткометражной экранизации 1910 года Чудовище зарождалось в котле с химикатами. По некоторым сохранившимся описаниям, в утраченном фильме 1915-го «Жизнь без души» Оно оживлялось при помощи вводимого в кровь некоего химического раствора (что роднит сюжет с идеей «Реаниматора» Говарда Лавкрафта). Однако сцена оживления с помощью электричества, впервые использованная в фильме Уэйла, мгновенно вошла в традицию и впоследствии все другие экранизации отталкивались именно от неё. Среди других сценарных находок этого фильма — тема донорского мозга, которая также начисто отсутствует в романе, но оказала огромное влияние на дальнейшее киноразвитие этого сюжета.

## Прямые продолжения
В 1935 году Джеймс Уэйл поставил фильм «Невеста Франкенштейна» — прямое продолжение этого фильма и также один из самых успешных фильмов ужасов в истории кинематографа. Цикл был продолжен фильмами «Сын Франкенштейна» (1939), «Призрак Франкенштейна» (1942), а также «сборными ужастиками» (в которых участвовали несколько монстров из разных фильмов) «Франкенштейн встречает человека-волка» (1943), «Дом Франкенштейна» (1944), «Дом Дракулы» (1945) и комедийной пародией «Эбботт и Костелло встречают Франкенштейна» (1948).